# SummerSlam (2011)
SummerSlam (2011) — двадцать четвёртое в истории шоу SummerSlam, PPV-шоу производства американского рестлинг-промоушна WWE. Шоу состоялось 14 августа 2011 года в Лос-Анджелесе, Калифорния, США на арене «Стэйплс-центр».
Шоу состояло из восьми матчей, включая один на пре-шоу. В главном событии чемпион WWE Си Эм Панк победил чемпиона WWE Джона Сину и стал неоспоримым чемпионом WWE. После чего Альберто Дель Рио обналичил свой кейс Money in the Bank и победил Си Эм Панка, завоевав титул чемпиона WWE.

## Результаты
| №                                                     | Матч                                                                                 | Условия                                                                              | Время |
| ----------------------------------------------------- | ------------------------------------------------------------------------------------ | ------------------------------------------------------------------------------------ | ----- |
| 1D                                                    | Дольф Зигглер победил Алекса Райли                                                   | Одиночный поединок                                                                   | —     |
| 2                                                     | Джон Моррисон, Рей Мистерио, Кофи Кингстон победили Миза, R-Truth, Альберто Дель Рио | Матч 3 на 3.                                                                         | 09:36 |
| 3                                                     | Марк Генри победил Шеймуса по отсчёту                                                | Одиночный поединок.                                                                  | 09:22 |
| 4                                                     | Келли Келли (с) победила Бет Феникс                                                  | Одиночный поединок за титул чемпионки див WWE.                                       | 06:33 |
| 5                                                     | Уэйд Барретт победил Дэниел Брайана                                                  | Одиночный поединок.                                                                  | 11:46 |
| 6                                                     | Рэнди Ортон победил Кристиана (с)                                                    | Одиночный поединок без ограничений за титул чемпиона мира в тяжелом весе.            | 23:43 |
| 7                                                     | СМ Панк (с) победил Джона Сину (с)                                                   | Одиночный поединок за титул бесспорного чемпиона WWE со специальным рефери Triple H. | 24:09 |
| 8                                                     | Альберто Дель Рио победил СМ Панка (c)                                               | Одиночный поединок за титул чемпиона WWE по контракту Money in the Bank              | 00:12 |
| D —означает тёмный матч (c) — чемпион на начало матча |                                                                                      |                                                                                      |       |